# Österreichs schlechtester Autofahrer
Österreichs schlechtester Autofahrer war eine Fernsehsendung des österreichischen Fernsehsenders ORF 1.

## Konzept
In der Sendung ging es darum, Österreichs schlechtesten Autofahrer zu küren. Neun Kandidaten versuchten, ihr fahrerisches Können in jeder Sendung zu verbessern. Pro Episode schied der Kandidat aus, der dabei den größten Erfolg hatte. Als Belohnung für jeden, der die Show verlassen musste, konnte sich derjenige einen neuen Opel aussuchen. Je früher der Kandidat ausschied, desto größer war die Auswahl der Preise. Die Show wurde im Sommer 2007 gesendet. Die Moderation übernahm Robert Kratky.

### Jury
Die Jury bestand aus vier Personen. Verkehrspsychologin Bettina Schützhofer analysierte als Mitglied der Organisation sicher unterwegs die psychologischen Hintergründe. Franz Wurz ist Vater von Formel-1-Fahrer Alexander Wurz und Leiter der ÖAMTC-Fahrsicherheit. Neben Ursula Messner, die als Vertreterin für das Kuratorium für Verkehrssicherheit arbeitete, saß auch Rallyefahrer Kris Rosenberger in der Jury.